# Konektywa
Konektywa – podłużne spoidło, czyli połączenie pomiędzy kolejnymi zwojami nerwowymi (gangliami) w postaci podłużnej wiązki włókien nerwowych.
Przykładami mogą być konektywa bukalna bruzdobrzuchów oraz konektywa cerbero-pleuralna i konektywa cerbero-pedalna ślimaków.